# Idi Amin
Idi Amin Dada (giữa thập niên 1925 – 16 tháng 8 năm 2003), được mọi người thường gọi là Idi Amin, là một nhà chính trị Uganda, đã giữ chức Tổng thống Uganda.

## Tiểu sử
Ông sinh khoảng năm 1920, nhiều thông tin như Encyclopædia Britannica, Encarta và Columbia Encyclopedia cho rằng Amin sinh ra ở Koboko hay Kampala khoảng năm 1925, và cho rằng ngày sinh của ông không rõ. Nhà nghiên cứu Fred Guweddeko cho rằng Amin sinh ngày 17 tháng 5 năm 1928, nhưng thông tin này vẫn đang tranh cãi. Sau khi khám nghiệm tử thi của ông, các quan chức y tế cho rằng ông đã mất ở tuổi 80, nghĩa là ông sinh năm 1923. Chỉ có điều chắc chắn rằng Amin sinh vào khoảng giữa thập niên 1920.
Amin đã gia nhập quân đội thực dân Anh năm 1946 và đã được thăng lên đến hàm trung tướng và Tư lệnh quân đội Uganda. Ông đã đoạt được quyền lực trong một đảo chính quân sự tháng 1 năm 1971, phế bỏ Milton Obote.
Trong thời kỳ cầm quyền của ông, ông đã đàn áp chính trị, lạm dụng nhân quyền và hành quyết các dân tộc khác, trục xuất người Ấn Độ ra khỏi Uganda. Con số nạn nhân của chế độ Amin không rõ lắm nhưng các nhóm nhân quyền ước tính từ 100.000 đến 500.000 người bị giết hại.
Amin ủng hộ độc lập cho Palestine, điều này đã dẫn đến vụ không tặc một chuyến bay của hãng Air France hạ cánh ở Uganda. Ông mất năm 2003 ở Ả Rập Xê Út, nơi ông sống phần còn lại của cuộc đời sau khi bị lật đổ.

## Trong điện ảnh
Năm 2006, một bộ phim về chính quyền của Amin có tựa The Last King of Scotland, diễn viên Forest Whitaker đoạt Giải Oscar cho nam diễn viên chính xuất sắc nhất.